# Onthophagus croesulus
Onthophagus croesulus är en skalbaggsart som beskrevs av Bates 1888. Onthophagus croesulus ingår i släktet Onthophagus och familjen bladhorningar. Inga underarter finns listade i Catalogue of Life.